# Myandra
Myandra es un género de arañas de tierra del orden Araneae. Fue descrito por Eugène Simon en 1887.

## Especies
- Myandra bicincta Eugène Simon, 1908
- Myandra cambridgei Eugène Simon, 1887
- Myandra myall Platnick y Baehr, 2006
- Myandra tinline Platnick y Baehr, 2006